# جشنواره ملی فرهنگی و هنری ایران ساخت
جشنواره ملّی، فرهنگی هنری «ایران‌ساخت» رویدادی ملی است  که توسط ستاد توسعه فرهنگ علم، فناوری و اقتصاد دانش‌بنیان در دولت دوازدهم جمهوری اسلامی ایران آغاز شد. این جشنواره ملی با اهداف جریان‌سازی و تولید محتوا برای فضای مجازی مرتبط با چرخه تجاری سازی و کارآفرینی اقتصاد دانش بنیان، حمایت از خدمات و تولیدات دانش‌بنیان ساخت ایران، ساماندهی واردات بی‌رویه و ارج نهادن به کالاها و محصولات ایرانی با کیفیت و همچنین کمک به برجسته سازی کالاهای مرغوب ایرانی برگزار می‌شود. نخستین دوره این جشنواره سال ۱۳۹۵ برگزار شد. در اختتامیه دوره نخست این جشنواره اسحاق جهانگیری معاون اول رئیس‌جمهور، سورنا ستاری معاون علمی و فناوری رئیس‌جمهوری، رضا صالحی امیری وزیر فرهنگ و ارشاد اسلامی وقت، حضور داشتند. دومین دوره این جشنواره در اردیبهشت ۱۳۹۷ در ۵ بخش دیداری و شنیداری، ادبیات، رسانه‌های دیجیتال، هنرهای تجسمی و ایده بازار به دبیر کلی پرویز کرمی دبیر ستاد توسعه فرهنگ علم، فناوری و اقتصاد دانش‌بنیان برگزار می‌شود. همچنین حسین پارسایی کارگردان و نویسنده تئاتر دبیر اجرایی، ناصر فیض دبیر بخش ادبیات، مجتبی آقایی دبیر بخش تجسمی، اکبر نبوی دبیر بخش رسانه‌های دیداری و شنیداری، مسعود شجاعی طباطبایی دبیر بخش کاریکاتور، امیرحسین اسدی دبیر بخش رسانه‌های دیجیتال، حسن کریمی قدوسی دبیر بخش بازی‌های رایانه‌ای این جشنواره ملی هستند.

## برگزیدگان دومین جشنواره «ایران ساخت»
اسامی برگزیدگان در دومین دوره جشنواره «ایران ساخت» با تفکیک بخش و رشته طبق زیر می باشد.

### بخش رسانه‌های دیجیتال

#### رشته نرم افزار‌های کاربردی و چند رسانه ای
سید علی محمدیه - نام اثر اولین زبان برنامه نویسی ایرانی (مستقل)
طبق جلسه ای در معاونت علمی و فن‌آوری ریاست جمهوری ذکر شد که نخبه و محقق جوان 18 ساله نامزد دریافت برترین کالای ساخت داخل شده است. در این جهت به عنوان برترین نرم افزار تولید داخل از آن تقدیر شد.
علی خانزاده گفت: نکته حائز اهمیت این است که بدانیم ظرفیت فرهنگی این دوره از جشنواره تغییر کرده است، در حال حاضر یک جوان نخبه 18 ساله توانسته است در این جشنواره رتبه خوبی را کسب کند در حالی که بسیاری از کشورهای جهان به دنبال او بودند.

#### رشته بازی‌های رایانه ای
1. مهدی بهرامی - نام اثر انگاره
2. تیم Electro gryphon Games - نام اثر شهرزاد
3. شرکت توسعه گر شبیه ساز - نام اثر مزرعه شمالی
4. شرکت رسانا افزار شریف – آریو
5. ایمان گلکار - لوترز

#### رشته سامانه هوشمند و آی او تی
هیئت داوران کسی را حائز رتبه اعلام نکرد.

#### رشته شبکه‌های اجتماعی
1. شرکت پیشروان فناوری اطلاعات ویهان - نام اثر شبکه اجتماعی پروفایل
2. *بخش رسانه‌های دیجیتال (رشته نرم افزار تلفن همراه)
3. شرکت تدبیر گستران بهینه ساز - نام اثر ایران اپس
4. شرکت رهپویان خرد ایرانیان - نام اثر سیمای همراه
5. نیما محسنی - نام اثر آپ همگردی

#### رشته وب سایت
1. شرکت کلان دانش سهند - نام اثر فرادرس
2. مشترک سید مجتبی شریعتی - نام اثر منظوم مرجع سینما و تلویزیون
3. مشترک پوریا نوروزی - نام اثر گلورین

### بخش دیداری و شنیداری

#### رشته برنامه تلویزیونی و گزارش خبری
1. محسن رسولی - نام اثر: منهای نفت (تولید و تجارت خرما)
2. حسین دهقان - نام اثر: افراماکس
3. روح اله رحیمی - نام اثر ایرانیش

#### رشته برنامه رادیویی
1. مریم تقی زاده - نام اثر برنامه رویش
2. هانیه پیرامی - نامه اثر برنامه حمایت از صنایع کوچک
3. حسین خلیلی نژاد - نام اثر برنامه جنگ، آتش بازی

#### رشته پویانمایی
1. مسعود اسدی - نام اثر کفش زرد
2. مجتبی احسانی - نام اثر انتخاب با خودمونه
3. ایمان پورعلی - نام اثر کامی و کتی

#### رشته فیلم کوتاه و دانشجویی
1. محمد امین شریفی و علی رحیمی - نام اثر کارخانه
2. هادی فیروزمندی - نام اثر گل ایرانی
3. رضا نجاتی - نام اثر تریبون

#### رشته فیلم مستند
1. مهدی عوض زاده - نام اثر مستند عالی نسب
2. لطف اله جاویدی - نام اثر مستند من یک چوپانم
3. مهدی همایونفر- نام اثر مجموعه مستند قیام لله

#### رشته کلیپ و تیزر تبلیغاتی
1. عباس مردای - نام اثر شرکت نفت و گاز سرو
2. دفتر مطالعات جبهه فرهنگی انقلاب اسلامی - نام اثر خوب گوش کن ایرانیه
3. دفتر مطالعات جبهه فرهنگی انقلاب اسلامی - نام اثر در‌ها

### بخش ادبیات

#### رشته داستان
1. رضا احسان پور - نام اثر آبی نیسانی
2. علی خضری -نام اثر سماق ایرانی
3. مصطفی احمدی - نام اثر رنگ طلا
4. محمد جواد هفتانی – سایه می‌شود
5. معصومه دهنوی – جن‌های گوش دراز ...

#### رشته شعر
1. علی سلیمانی - نام اثر مصرف غرور
2. محمد حسین مهدویان - نام اثر فوتبال ایران ژاپن
3. حسن حاتمی بهابادی - نام اثر کاسب داخلی چند
4. روح الله سرطاوی – کالای داخلی
5. مهران حسینی - همایش

#### رشته مستند نگاری
1. شرکت پویش داده نوین - نام اثر شیوه مستند سازی در شرکت پویش داده نوین
2. مهراب اکبری شهپر - نام اثر بازیافت مواد تجدید حیات
3. محمد بیطرفان - نام اثر اندیشه مبارزه با استعمار و ترویج کلای داخلی در دوره قاجار
4. فاطمه شریف یزدی – هدیه فناورانه
5. حامد سردار – بست ورلد

### بخش ایده بازار
1. شرکت مهندسی کاشفان نیلفام - نام اثر پکیج فاضلاب بهداشتی و صنعتی
2. شرکت الماس طب کاسپین - نام اثر دستگاه کنتراست تراپی
3. محمد مهدی حاجتی - نام اثر ساخت مولتی کود ارگانیک از ضایعات کشاورزی
4. شرگت هوپاد صنعت – سامانه پلاسما سرد فشار ...
5. عادل کریمیان – جزیره خورشید
6. حمیدرضا محترم – اپلیکیشن ضبط و تشخیص صدا با هوش مصنوعی

### بخش هنر‌های تجسمی

#### رشته پوستر
1. میثم گل بابایی - نام اثر زودتر بیدارشو!
2. احمد وجدان نژاد - نام اثر سفره ایرانی
3. محمد علی حلیمی - نام اثر قاچاق کالا سم تولید داخلی
4. نعیمه پاک نیت – نجاتش بدیم

#### رشته تصویر سازی
هیئت داوران کسی را حائز رتبه اعلام نکرد.

#### رشته کارتون
1. جابر اسدی - نام اثر: اثرات واردات بی رویه
2. مهدی عزیزی
3. محمود نظری

## هیأت داروان جشنواره سال 1397[۲۱][۲۲]

### بخش ادبیات
- امیرعلی حمیدیه
- محمدرضا اصلانی
- عباس احمدی
- علیرضا لبش

### بخش تجسمی
- عباس صانعی
- عیسی کشاورز
- بهرام عظیمی
- علی هاشمی شهرکی
- سید حسن موسی زاده

### بخش رسانه های دیجیتال
- میرحسین اسدی
- حمید ضیائی پرور
- ابوالقاسم خداوردی لو
- علی کاشفی پور

#### رشته بازی های رایانه ای
- سیدمحمدحسین سجادی نیری
- فراز شانیار
- امیرمحمد رضایی
- امید شهبازی
- سجاد قلی زاده

### بخش دیداری شنیداری

#### رشته فیلم کوتاه و فیلم مستند
- مهدی الیاسی
- محمد صاحبکار خراسانی
- رسول صدرعاملی
- احمدرضا معتمدی

#### رشته برنامه تلویزیونی
- اسماعیل قادری فر
- اردشیر زابلی زاده
- مرتضی حیدری

#### رشته پویانمایی و کلیپ و تیزر
- پیمان صالحی
- علی رجب زاده طهماسبی
- محمدرضا شهیدی فرد

#### رشته رادیویی
- اسماعیل قادری فر
- مریم جلالی
- اکبر رضایی

### بخش ایده و بازار
- روح الله استیری
- مجید دهبیدی پور
- عبدالمجید مرشدی
- صنم غنی زاده

## کادر جشنواره سال 1397[۲۱][۲۲]

### بخش رسانه‌های دیجیتال
- دبیر اجرایی : علی خانزاده
- کمیته فنی و پشتیبانی : محمد رحمتی , مهدی خادمیان
- کمیته غربالگری : آقایان شفیعی ، لاجوردی ، نادرخانی ، افراسیابی
- کمیته داوران : آقایان اسدی ، خداوردی لو ، کاشفی پور ، ضیایی پرور
- دبیرخانه مرکزی : آقای محمد امانی , آقای پورفاضلی

اسامی فوق از بلاگ شخصی علی خانزاده استخراج شده است. (در صورت صلاح دید حذف شود)
- دبیر تخصصی : دکتر سید مرتضی موسویان
- دبیر تخصصی بازی های رایانه ای : حسن کریمی قدوسی

### بخش دیداری و شنیداری
- دبیر تخصصی : شهاب اسفندیاری
- [نیاز به تکمیل]

### بخش ادبیات
- دبیر تخصصی : ناصر فیض
- [نیاز به تکمیل]

### بخش ایده بازار
- دبیر تخصصی : علیرضا دلیری
- [نیاز به تکمیل]

### بخش هنر‌های تجسمی
- دبیر تخصصی : مسعود شجاعی طباطبایی
- [نیاز به تکمیل]